# Pardosa partita
Pardosa partita är en spindelart som beskrevs av Simon 1885. Pardosa partita ingår i släktet Pardosa och familjen vargspindlar. Inga underarter finns listade i Catalogue of Life.